# Brassemer à tête blanche
Tachyeres leucocephalus
Espèce
Statut de conservation UICN

 VU C2a(ii) : Vulnérable
Le Brassemer à tête blanche (Tachyeres leucocephalus) est une espèce de palmipède appartenant à la famille des Anatidae.

## Description
Mesurant entre 61 et 74 cm, ce brassemer se reconnaît à sa tête blanche pour le mâle adulte.
C'est un oiseau inapte au vol.

## Habitat
Il vit le long de la côte est de Patagonie (de la péninsule Valdés à la péninsule Stokes).

Comme les autres brassemers, cette espèce fréquente les côtes rocheuses.

## Biologie
Cette espèce est plus grégaire que les autres membres du groupe. Elle niche parfois en colonies ; le nid est placé dans un buisson près du rivage.

## Populations
La population est estimée à 5 000 individus.